# Bianca Curmenț
Bianca Tomina Curmenț (n. 12 iunie 1997, în Filiași) este o handbalistă română, care evoluează pe postul de portar, pentru CSM Corona Brașov. Anterior ea a evoluat pentru SCM Craiova.
În anul 2016, Bianca Curmenț a făcut parte din echipa națională de tineret a României care a obținut medalia de bronz la Campionatul Mondial din Rusia.

## Palmares
- Campionatul Mondial pentru Tineret:
  -  Medalie de bronz: 2016

- Liga Campionilor:
  - Calificări: 2019

- Cupa EHF:
  - Grupe: 2019
  - Turul 2: 2020

- Campionatul Național de Junioare I:
  -  Medalie de argint: 2015

- Campionatul Național de Junioare II:
  -  Câștigătoare: 2013
  -  Medalie de argint: 2012

- Campionatul Național de Junioare III:
  -  Câștigătoare: 2011, 2012

- Campionatul Național de Junioare IV:
  -  Câștigătoare: 2010